# Linia 7 metra w Madrycie
Linia 7 – siódma linia metra w Madrycie, łącząca stacje Pitis i Hospital del Henares. Cała linia liczy w sumie 30 stacji z peronami 115 i 90-metrowymi i o łącznej długości 32,9 km torów. Linia została otwarta w 1974.